# Johann Franz Buddeus
Johann Franz Buddeus, född den 25 juni 1667 i Anklam, död den 19 november 1729 i Gotha, var en tysk teolog.
Buddeus blev professor i filosofi vid Friedrichs-Universität i Halle 1693 samt i teologi vid Jena universitet 1705. Buddeus intog en förmedlande ställning mellan luthersk ortodoxi och pietism, samtidigt som han med vissa läror, bland annat genom att anför förnuftsbevis för uppenbarelsen, förberedde upplysningsteologin. Av Buddeus arbeten märks Institutiones theologiæ dogmaticæ (1723).